# Aloisio Gonzaga
Aloisio Gonzaga (Luzzara, 20 d'abril 1494 – Castel Goffredo, 19 de juliol, 1549) va ser un líder italià del Renaixement, expert en duels i fortificacions militars.
Senyor de Castel Goffredo, Castiglione i Solferino per voluntat del seu pare Rodolfo, mort el 1495 a la batalla de Fornovo, va ser el progenitor de les branques cadets de la Casa de Gonzaga: els Gonzaga de Castel. Goffredo, Castiglione i Solferino i els Gonzaga de Castel Goffredo, que es van extingir el 1593. Va ser fidel a la causa imperial i a l'emperador Carles V, que el 1543 va visitar el seu palau de Castel Goffredo (Castel Giuffré al temps).
Va ser una de les figures més importants i controvertides de la família Gonzaga i de la història de Castel Goffredo: va ser responsable de bona part de l'urbanisme renaixentista de la ciutat, que va escollir com a capital del seu feu, incloent també Castiglione i Solferino.

## Biografia
Passat a la història com a Luigi di Castel Goffredo, va ser el sisè fill del noble líder Rodolfo Gonzaga (com a prova d'això queda una gran placa ara emmurallada al costat oest de la torre cívica de Castel). Goffredo, que es llegeix ALOYSIVS RODVLPHI FILIVS , però present en aquell moment al revellí) de la línia principal dels Gonzaga de Màntua, senyor de Castiglione, Castel Goffredo, Solferino, Luzzara i Poviglio, i de Caterina Pico, germana de el famós humanista Giovanni Pico della Mirandola.
Aloisio va néixer al feu de Luzzara potser al Palazzo della Macina, i a la mort dels seus pares (el seu pare el 1495 i la seva mare el 1501) va passar sota la tutela del seu cosí Francesco II Gonzaga marquès de Màntua, que li va protegir l'immens patrimoni heretat (incloent les terres de Marmirolo, Massimbona, Villabona; Poletto, Libiola i Valle del Soccorso al territori d'Ostiglia) també dels objectius expansionistes de Venècia.

### El testament de Rodolfo Gonzaga
El testament de Rodolfo preveia que els dos germans supervivents Gianfrancesco i Aloisio no entressin en possessió dels béns heretats abans que arribessin a l'edat adulta. El 1502 Gianfrancesco i Aloisio van ser investits de les seves terres per l'emperador Maximilià I i només el 1508 el germà gran va ser autoritzat per dur a terme la divisió. Ludovico Gonzaga, bisbe de Màntua, a la seva mort el 1511 -en violació efectiva del pacte de consigna amb el seu germà Rodolfo- va deixar amb un testament secret les terres de Castel Goffredo i Ostiano al seu nebot Ludovico di Bozzolo, que el 21 de gener de 1511 va ocupar militarment Castel Goffredo enviant el seu lloctinent Sebastiano da Este. Els habitants de Castel Goffredo van enviar quatre fiscals a Gazzuolo que van jurar lleialtat al nou senyor. Nou dies més tard, però, el 30 de gener, Aloisio va prendre possessió de Castel Goffredo, Castiglione i Solferino, gràcies a l'ajuda del marquès de Màntua Francesco que va prendre la seva defensa, enviant també tropes armades sota el comandament d'Alessio Beccaguto. El cas davant la cort imperial per la possessió del feu va durar fins al 22 de setembre de 1513, quan es va signar l'acord de repartiment de les terres entre els cosins al Palazzo San Sebastiano de Màntua.
Criat a la cort de Màntua en la professió d'armes, seguint els passos del seu pare que va morir el 6 de juliol de 1495 a la batalla de Fornovo, va tenir una vida molt combativa i gloriosa. El seu debut va tenir lloc amb Francesc II Gonzaga al costat dels imperials contra els venecians durant la defensa d'Asola l'octubre de 1515; L'emperador Maximilià I d'Habsburg va confirmar la investidura d'Aloisio als seus feus i l'emperador Carles V va aprovar la re confirmació, el 1521.
Aloisio també va ser educat en l'estudi de la literatura. A principis de 1516 va ser enviat a la cort de Francesco Maria I Della Rovere, duc d'Urbino, per perfeccionar el seu art militar i va romandre aquí fins a finals d'aquell any.

### El líder
El mateix tema en detall: Marquesat de Castel Goffredo i Senyors de Castiglione.
Sota la seva senyoria, l'any 1516 s'inicià a Castel Goffredo la construcció de l'església parroquial dedicada a Sant'Erasmo, potser sobre la fundació d'una església preexistent de la segona meitat del segle xv, després de l'anterior, situada al perímetre de Castelvecchio (Castellum vetus), va ser enderrocada per fer lloc al jardí del príncep.
Va servir sota la bandera de la República de Venècia i després sota les de l'emperador Carles V que, per la seva lleialtat, el va recompensar amb una pensió anual de 500 ducats. Aloisio tenia relacions molt estretes amb el papa Lleó X en el moment en què el pontífex (1516) requisà el ducat d'Urbino per investir el seu nebot Llorenç II de Mèdici. En aquell any el papa va excomunicar Aloisio per haver-se compromès amb Francesco Maria I Della Rovere en la defensa d'Urbino. Va ser proposat a la guàrdia de Pesaro per Della Rovere, però va tenir un altercat amb el capità d'Urbino Ferdinando Spagnolo que va ser assassinat i Aloisio es va veure obligat a abandonar la ciutat per mar. L'any següent es va aixecar l'excomunió i Gonzaga va ser convidat pel pontífex a participar en la processó que es dirigia a França amb motiu del casament (5 de maig de 1518, castell d'Amboise) del seu nebot Lorenzo amb Maddalena de La Tour d'Auvergne. De França, Aloysius va passar un temps a Anglaterra i va conèixer el rei Enric VIII.
En presència del Papa Lleó Els dos cònjuges es van establir inicialment a la ciutat al palau heretat del seu pare Rodolfo i pintat al fresc pel pintor veronès Giovanni Maria Falconetto i van freqüentar la cort del seu cosí Francesc II i la seva dona Isabel d' Este. A la cort Aloisio va conèixer el poeta Matteo Bandello, un exiliat de Milà i convidat dels senyors de Màntua, que més tard seria el seu convidat a Castel Goffredo.
Va participar amb l'exèrcit papal contra el rei francès Francesc I en el setge de Parma el 1521 i allí va perdre un ull i va resultar ferit en una cama. Atès pel metge gonzaga Abramo Arié, es va quedar amb un sol ull i coix. El 1522 la seva companyia de cavalleria va patir una forta derrota a Fiorenzuola a mans dels francesos. El maig de 1523 va acompanyar Ferrante Gonzaga a la cort de Carles V a Espanya, que començava la seva carrera militar al servei dels imperials, i en aquesta ocasió Aloisio va ser nomenat valet de l'emperador.
A la primavera de 1522 el marquès va tenir l'oportunitat de conèixer la futura santa Àngela Merici, que va anar al castell d'Aloisio di Solferino després de visitar la tomba de la beata Osanna Andreasi, que va morir el 1505.

### El reforç de les muralles
Instal·lat a Castel Goffredo del 1520 al 1532 va començar l'enfortiment de les fortificacions de la ciutat, que va equipar amb potents torres i un fossat i l'embelliment del seu palau (actual Gonzaga-Acerbi) i la lògia amb obres pictòriques atribuïdes als alumnes de Giulio Romano i que esdevindrà la seu de la seva sumptuosa cort. Va ser el primer dels Gonzaga a establir-hi la seva llar. Cap al 1530, va fer construir la Corte Gambaredolo a les portes de Castel Goffredo, destinada com a residència de vacances dels "Gonzagas de Castel Goffredo" i on, el 1592, el seu fill Alfons va ser assassinat per motius hereditaris a mans d'alguns dels seus assassins del nebot Rodolfo, germà de Sant Lluís.
Al seu retorn a Castel Goffredo el novembre de 1523 va ser contractat pels venecians, que havien abandonat els francesos al costat de l'emperador i el papa. Aleshores, es trobava al centre d'una disputa cavalleresca, que va donar lloc a una sol·licitud de duel, entre el comte Ludovico Barbiano da Belgioso, aleshores a sou de França, i Aloisio: es va sentir ofès per un declaració en la qual eren els soldats al servei de Venècia eren declarats uns "mandres". Barbiano va tornar a Itàlia l'abril de 1526 i el lloc del duel va ser escollit a Scandiano, un feu del comte Giovanni Battista Boiardo, parent de Gonzaga per part de la seva mare. Gràcies a la intervenció del papa Climent VII, a través del marquès de Màntua, i de la República de Venècia, que va demanar al duc de Ferrara Alfons I d'Este que impedís el duel, l'enfrontament no es va arribar a produir.
Des de febrer de 1524 participà sota la bandera de la Sereníssima en els setges de Martinengo i Garlasco, on fou ferit. No va participar directament a la batalla de Pavia, però el 25 de febrer de 1525 va conèixer el rei Francesc I de França, presoner al castell de Pizzighettone. En aquesta ocasió, Aloisio també va negociar l'alliberament del seu parent Federico Gonzaga de Bozzolo, també presoner, en nom de la seva dona Giovanna Orsini.
El 20 de novembre de 1526 va presenciar el pas per les terres de l'estat Gonzaga, sense provocar saqueig, de les tropes de Lansquenet, procedents de Lonato i Castiglione cap a Goito i pel Serraglio Mantuan, marxant cap a Roma. El 25 de novembre va lluitar contra ells a Governolo al costat del seu amic Giovanni dalle Bande Nere, que va resultar greument ferit durant els enfrontaments. Transportat a Màntua al palau d'Aloisio, li va amputar la cama dreta ferida pel metge Gonzaga Abramo Arié i hi va morir el 30 de novembre. En el moment de la seva mort, un amic comú, el poeta Pietro Aretino i el seu lloctinent Lucantonio Coppi estaven al seu costat.
El 1528 va abandonar les insígnies de la Sereníssima per unir-se a les forces imperials i va atacar Lonato i Peschiera al comandament de 200 cavalls.
A l'arribada de Carles V a Itàlia, Aloisio va anar a Gènova per retre-li homenatge i el 21 de setembre de 1529 va rebre de mans de l'emperador el grau de capità general de les tropes cesàries a Itàlia. El 5 de novembre de 1529 va participar en l'entrada a Bolonya i el 24 de febrer de 1530 va assistir a la coronació del sobirà, a la qual va seguir el 25 de març la sumptuosa cerimònia a Màntua amb el lliurament de la corona ducal a Federico II Gonzaga.

### A la croada
Després d'una estada de dos anys a l'ociositat de Castel Goffredo, a prop del final de les seves finances, va tornar a agafar les armes el 1532, anant a Linz, Àustria, per participar en la croada contra el soldà turc Soliman convocada per l'emperador. En aquells anys va ser acusat, i després exonerat, pel barber del duc Pier Antonio da Sermide, juntament amb el seu cunyat Cesare Fregoso, d'haver estat el possible instigador de l'enverinament de Francesco Maria I Della Rovere, en aquell moment capità general de l'Església, que va morir el 20 d'octubre de 1538 a Pesaro.

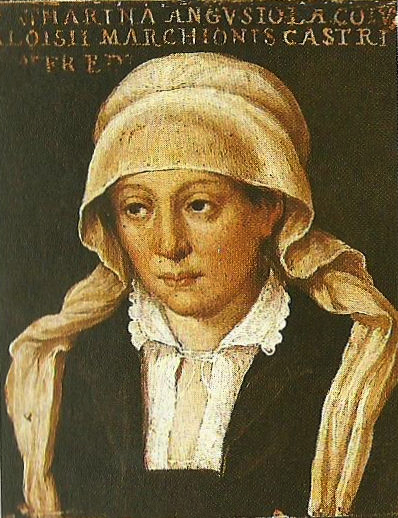
Retrat de Caterina Anguissola 1508-1550, segona esposa d'Aloisio.

En una carta datada el 13 de febrer de 1536 i adreçada per Aloisio a Pietro Aretino, es fa esment d'un regal de mitges de seda al seu amic (per a la seva estimada Pierina Riccia), que, produït in situ i també enviat a l'emperador, constitueixen el primer indici d'aquell art de teixir que caracteritzaria Castel Goffredo, fins a esdevenir la futura "ciutat de les mitges".
Va servir com a mestre de camp el 1536 sota la insígnia imperial contra els francesos al Piemont a l'exèrcit del marquès de Vasto, Alfonso de Ávalos, sota el comandament d'Antonio de Leyva i després de la campanya de 1537, que culminat amb el setge i la rendició de Cherasco i la consegüent treva de Niça el 1538, Aloisio, en el cim de la seva carrera militar, es va retirar definitivament a Castel Goffredo. La seva salut era precària a causa de nombroses ferides i gota, que l'obligaren a passar els últims anys de la seva vida en una cadira.
Deixat vidu de Ginevra i sense hereus el 1540, es va tornar a casar el mateix any amb la comtessa Caterina Anguissola, filla del comte Giovanni Giacomo de Piacenza i vídua d'Andrea Borgo de Cremona, amb qui va tenir tres fills. El seu matrimoni més tard el va portar a antagonizar la poderosa família Farnese, ja que el seu cunyat Giovanni Anguissola, Agostino Landi i el mateix Aloisio estaven implicats en la conspiració que va provocar la mort del duc de Parma i Piacenza Pere Lluís I de Parma el 1547. Entre els conspiradors també hi havia els germans Alessandro i Camillo Pallavicino juntament amb el comte Gianluigi Confalonieri.
"El fatídic dia del 10 de setembre de 1547, quan Pierluigi es va trobar a l'antiga ciutadella de Piacenza, els llocs van ser ocupats, els pocs guàrdies alemanys van ser detinguts i alguns van ser assassinats pels conspiradors. El comte Anguissola va entrar decidit a l'habitació on hi havia el duc, que va rebre moltes punyalades fins que va donar senyals de vida. Havent obert la finestra que dona més a la plaça, ell, Anguissola i Landi van ensenyar el cos al poble, cridant llibertat i Imperi, i després el van llençar a la tomba. Aconseguida aquesta tragèdia, els soldats imperials que esperaven a prop foren portats a la ciutat, i l'endemà D. Ferrante Gonzaga en vingué a prendre possessió per Cèsar"
(Lorenzo Molossi, Vocabulari topogràfic dels ducats de Parma, Piacenza i Guastalla, Parma, de la tipografia ducal, 1832-1834, pp. 317-318.)
Després de la mort de Farnese, a finals de 1547, Aloisio va posar la seva experiència militar a disposició de Ferrante I Gonzaga, en aquell moment governador del ducat de Milà, per lliurar l'enemic Piero Strozzi als imperials.
Aloisio va residir primer a Alessandria i posteriorment a Vercelli, on va caure greument malalt de gota, i es va veure obligat, el 1540, a retirar-se definitivament a Castel Goffredo. En aquest any Aloisio va autoritzar el banquer jueu De Norsa a obrir un banc de préstec a la ciutat.

### La cort de Castel Goffredo

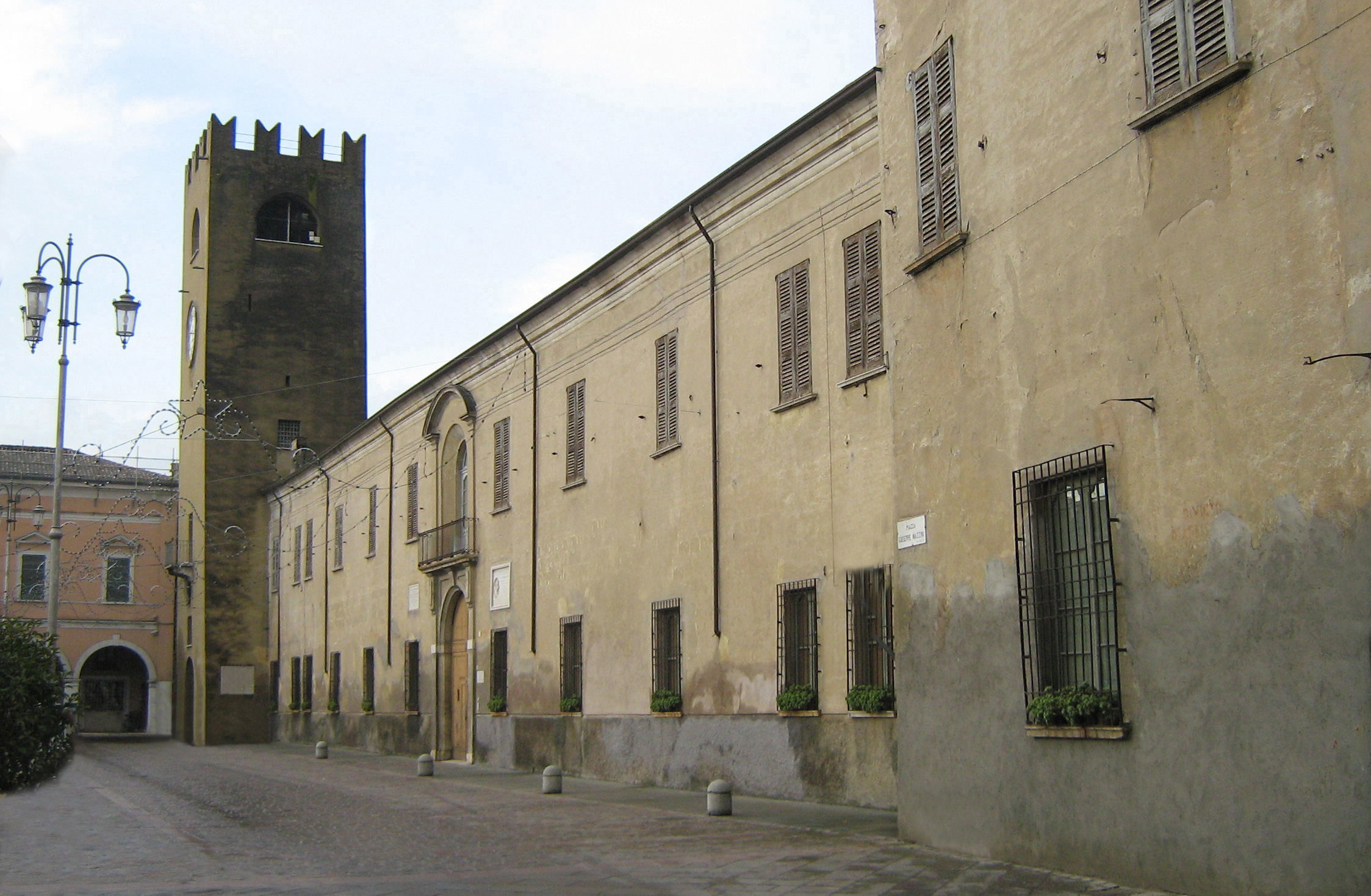
Castel Goffredo Palazzo Gonzaga-Acerbi.

Jove de prestigi, va ser après en art i lletres, segons la tradició familiar de la seva mare Pico della Mirandola Aloisio es delectava amb escriure i compondre comèdies que enviava regularment a Federico, marquès i després duc de Màntua, del qual no se'n conserva cap còpia. Conegut per això pels escriptors contemporanis, sembla que Ludovico Ariosto el va citar a Orland furiós, vinculant-lo a "l'altre Luigi" (Luigi Gonzaga "Rodomonte"):
"Hi ha dos [Luigi]

de ser estimat per Mart i les Muses,

tant de la sang que aguanta la terra

que el Mincio talla i tanca basses altes."
(Ludovico Ariosto, Orland furiós, Cant XXXVII, 8.)
Va ser un bon administrador i va perfeccionar els ordenaments jurídics territorials. Va ser recordat com un dels senyors més estimats del poble castellà.

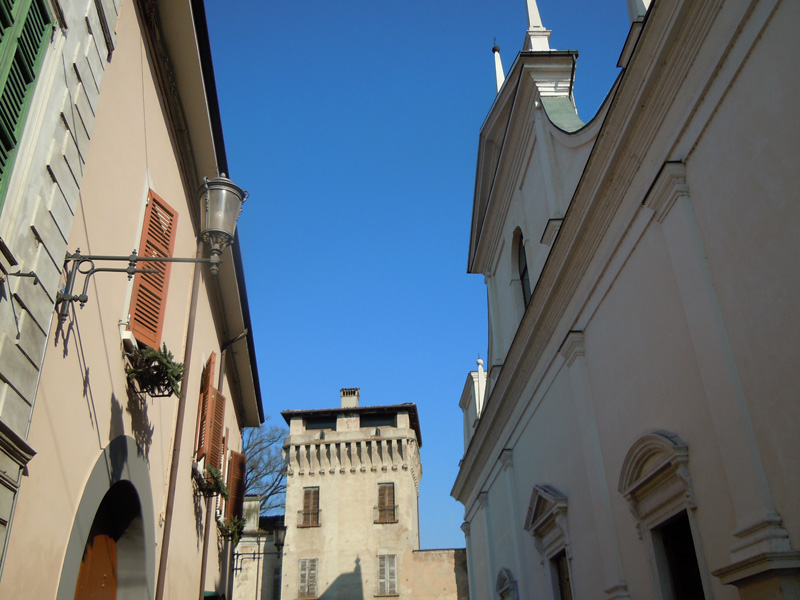
Castel Goffredo, el Torrazzo, part del palau d'Aloisio.

Amant dels plaers de la vida, va fer de la seva sumptuosa cort un centre de cultura, acollint personatges il·lustres, entre els quals el capità imperial Luigi Gonzaga "Rodomonte", el poeta Pietro Aretino el 1536, de 1538 a 1541 l'escriptor Matteo Bandello (que esdevingué el seu secretari i aquí va conèixer Lucrezia Gonzaga di Gazzuolo i la seva germana Isabella) amb Cesare Fregoso, Costanza Rangoni i els seus fills. Segurament Bandello va parlar a la cort del gran carnaval de Verona i de Tommaso da Vico, que repartia menjar als famolencs davant de la Basílica de Sant Zenó; a partir d'aquí potser va començar la tradició del Carnaval de Castel Goffredo.
També freqüentaven la cort Paolo Battista Fregoso, parent militar de Cèsar, l'ambaixador Antonio Rincon l'erudit en quiromancia fra Patrizio Tricasso da Ceresara i el poeta Vincenzo Barsio conegut com "Mantovano", que va dedicar el poema llatí Alba a Aloisio Alba, el diplomàtic comte Agostino Landi, Costanza Gonzaga di Novellara i Cornelia Malaspina, coneguda per haver estat l'amant a Itàlia de Francisco de Los Cobos, secretari d'estat de l'emperador Carles V, i que també va ser nomenat per Matteo Bandello.
Aloisio Gonzaga va competir en diversos tornejos i baralles contra els seus oponents i era considerat, en aquell moment, una autoritat en duels. Potser, a més, va encarregar a l'escola de Giulio Romano la frescor de la seva domus: una important evidència pictòrica d'aquella època encara es conserva avui a la loggia del palau.

### La visita de Carles V

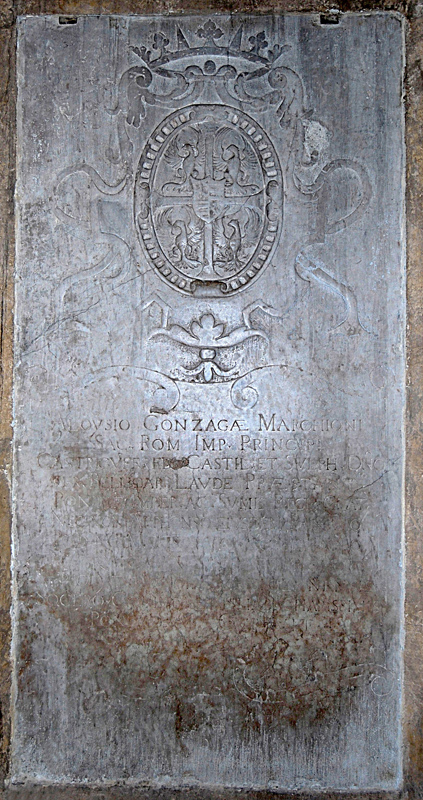
Santuari de les Grazie, placa a Aloisio i Alfonso Gonzaga (1595)

La reunió que va tenir lloc amb l'emperador Carles V (que en broma l'anomenava "vella guineu italiana") va ser històrica: el 28 de juny de 1543 va ser convidat amb el seu seguici d'Aloisio a Castel Goffredo durant tot el dia, i va obtenir les claus de la fortalesa. El sobirà, acompanyat pel governador de Milà, Alfonso de Ávalos, també es va reunir amb Ferrante Gonzaga, el cardenal Ercole Gonzaga i Margarida Paleòloga (esposa de Federico II) al castell de Medole en aquella data, per legitimar la doble investidura a els títols de Duc de Màntua i Marquès de Monferrat de Francesco Gonzaga, fill de Margarida i Frederic, així com acordar el seu futur matrimoni amb Caterina d'Àustria, neta de l'emperador. En un manuscrit anònim llegim:
| « | "Aquesta vinguda, que tant desitjava el marquès, va ser l'una i cap altra que el va induir a canviar, per dir-ho així, la cara del país. No era una casa, no hi havia murs exteriors on no es poguessin veure majestuoses lògies pintades al fresc, trofeus militars, gerros egipcis i ornaments de tota mena, així que més que un poble, semblava un teatre magnífic i sorprenent." | » |

### L'epíleg
Va governar els seus feus amb equitat i rigor, sobretot en la lluita contra el vici. Aloisio Gonzaga va morir a Castel Goffredo el 19 de juliol de 1549 als 55 anys d'edat, amb dolor dels seus súbdits. Fou sebollit inicialment a l'església de Santa Maria del Consorzio a Castelvecchio (Castel Goffredo), en una habitació feta construir personalment per ell i dins d'un taüt on sovint s'havia mesurat. L'any 1595 Ippolita Maggi, la dona d'Alfons, va fer exhumar i enterrar el cos al Santuari de la Madonna delle Grazie, prop de Màntua, juntament amb el seu marit Alfonso: una placa de marbre blanc a l'interior en commemora l'esdeveniment.
Va deixar els seus tres fills des de molt petits sota la tutela del cardenal Ercole Gonzaga i per disposició testamentària del 6 de juny de 1548 es va dividir el feu: Alfons va rebre Castel Goffredo, Ferrante Castiglione i Orazio Solferino, a més d'importants possessions de terres, incloent Palazzo Secco-Pastore i Corte San Lazzaro a San Martino Gusnago.

## Descendència
Aloisio i Caterina van tenir tres fills:
- Alfons (1541–1592), esdevingué el segon marquès de Castel Goffredo. Va morir assassinat pels mateixos assassins del seu nebot Rodolfo a la cort de Gambaredolo;[1]
- Ferrante (o Fernando I) (1544–1586), esdevingué el primer marquès de Castiglione i progenitor de la família Gonzaga de Castiglione, extingida el 1723. Va ser el pare de Sant Lluís;[1]
- Orazio (1545–1587), es va convertir en el primer marquès de Solferino i progenitor de la família Gonzaga de Solferino, extingida el 1680.[1]

## Aloisio Gonzaga i la cultura
Filmografia

Amb el nom de Loyso Gonzaga va ser recordat a La professió de les armes, dirigida per Ermanno Olmi (2001).
Literatura

Hamlet de Shakespeare
Encara que el drama Hamlet de William Shakespeare està ambientat a Dinamarca, algunes referències a un Gonzago i els mètodes de l'assassinat del rei Hamlet farien pensar que l'autor es referia a algun relat de l'època, transmès "en bon italià". Aquest seria l'episodi que va provocar la mort el 1538 del Duc d'Urbino Francesco Maria I della Rovere, marit d'Eleonora Gonzaga, potser. enverinat per un sicari del marquès de Castel Goffredo Aloisio Gonzaga, cosí de la seva dona. En canvi, la referència a "Baptista" es referiria a un altre duc d'Urbino, Federico da Montefeltro, que es va casar amb Battista Sforza.
Novel·la de Matteo Bandello

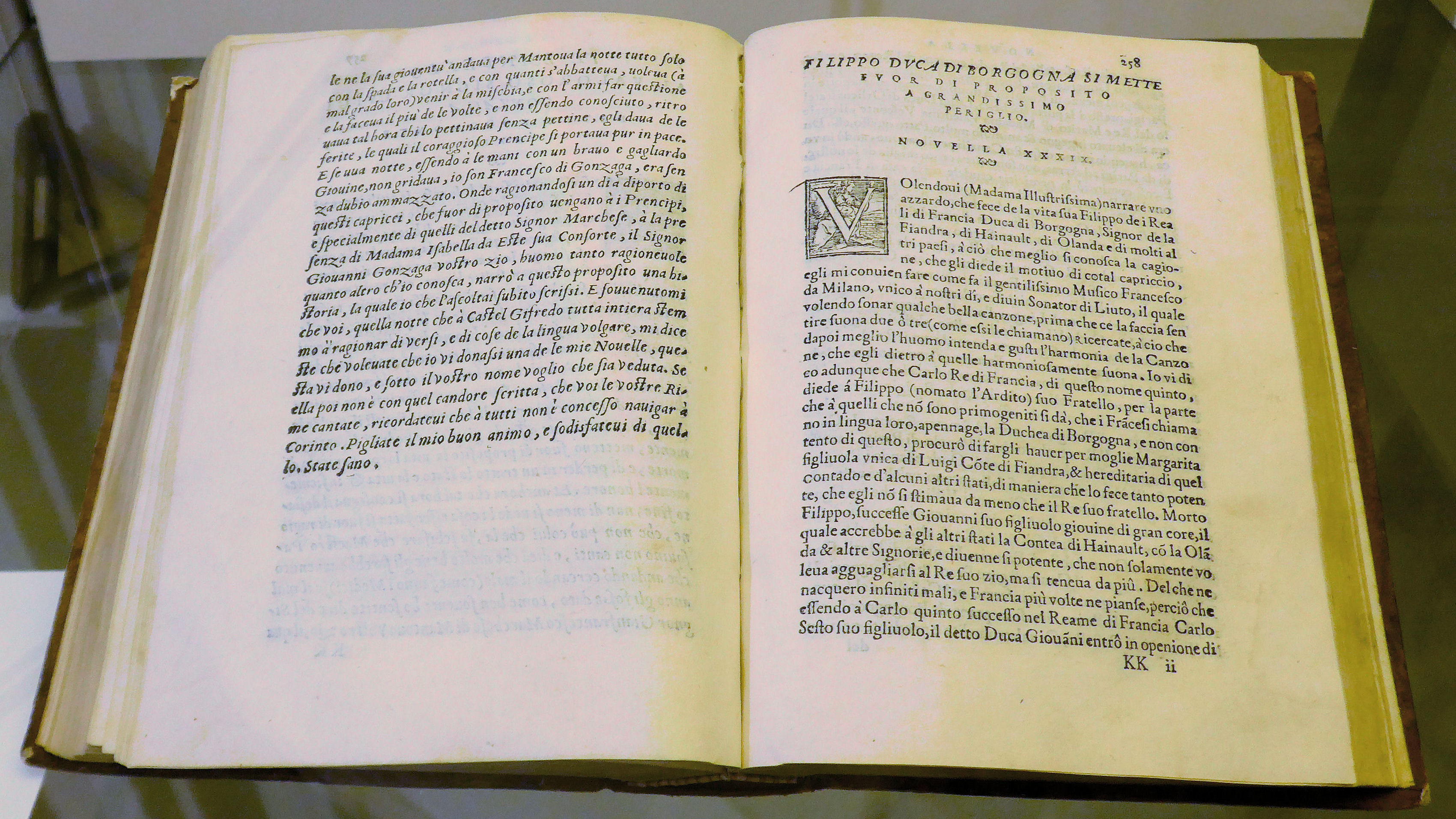
Matteo Bandello, Novelle, primera edició, Lucca 1554

El poeta Matteo Bandello va dedicar dos Contes a Aloisio Gonzaga:
- novel·la XV della prima parte[118]
- novel·la II de la quarta part (1573)[119]

Poema Alba

L'erudit Vincenzo Mantovano va dedicar el seu poema llatí Alba a Aloisio.
Novel·la d'Ascanio de' Mori da Ceno

El poeta Ascanio de' Mori da Ceno va dedicar una de la seva Novella a Gonzaga l'any 1585.